# Кротошин
Крото̀шин (на полски: Krotoszyn; на немски: Krotoschin) е град в Централна Полша, Великополско войводство. Административен център е на Кротошински окръг и Кротошинска община. Заема площ от 22,54 км2.

## География
Градът се намира в историческия регион Великополша. Разположен е във физикогеографския регион Южновеликополска равнина, югоизточно от Познан, североизточно от Вроцлав и западно от Калиш.

## История
Първото документирано споменаване на селището датира от 1405 година. През 1415 година Кротошин получил градски права от крал Владислав II.
В периода (1975 – 1998) градът е част от Калишкото войводство.

## Население
Населението на града възлиза на 29 109 души (2017 г.). Гъстотата е 1291 души/км2.

## Личности
Родени в града:
- Тадеуш Бартош – полски философ и теолог
- Агнешка Дучмал – полска диригентка
- Катажина Грохоля – полска писателка
- Георг Хут – немски ориенталист и пътешественик
- Марчин Лиевски – полски хандбалист, национал
- Оливер Яняк – полски журналист
- Марян Лянгевич – полски военен, генерал
- Франчишек Пукацки – полски военен
- Мелита Шенк Грефин фон Щауфенберг – немски пилот
- Владислав Стружевски – полски философ
- Адам Ведеман – полски писател

## Градове партньори
- Brummen, Нидерландия
- Майшягала, Литва
- Fontenay-le-Comte, Франция
- Дирдорф, Германия
- Буджак, Турция